# Hundsvedtjärnarna (östra)
Hundsvedtjärnarna är en sjö i Hudiksvalls kommun i Hälsingland och ingår i Harmångersån-Delångersåns kustområde.